# Юсіф Ейвазов
Юсіф Вілаят огли Ейвазов (азерб. Yusif Vilayət oğlu Eyvazov; нар. 2 травня 1977, Алжир) — азербайджанський оперний співак, драматичний тенор, заслужений артист Азербайджану (2017). Народний артист Азербайджану (2018). Репертуар Ейвазова великий, головним чином — це партії з епохи веризму.
Ейвазов виступає на відомих оперних майданчиках, таких як Метрополітен-опера, Ла Скала, Віденська державна опера, Великий театр, Паризька Національна опера та інших.
Володар гран-прі Міжнародного конкурсу в Італії, володар почесної медалі імені Джанандреа Гаваццені. У 2012 році переміг у VI Міжнародному конкурсі вокалістів імені Бюльбюля у Баку.

## Біографія
Юсіф Ейвазов народився в 1977 році в Алжирі в родині викладачів з Азербайджану. Його батько, професор з металургії, працював у цей час в Алжирі за обміном.
Музична освіта Юсіфа почалася з Бакинської музичної академії. У 1998 році він переїхав до Італії для продовження навчання, влаштувався в Мілані. Удосконалювався на майстер-класах Франко Кореллі, Магди Оліверо, Пласідо Домінго, Джанандреа Гаваццені та Антоніо Фольяні.
Тенор починав свою кар'єру з виступів у невеликих оперних театрах Італії. Гастролював по Франції, Австрії, Словенії, Німеччинаі, Іспанії, Японії, Кореї. У 2008 році Ейвазов завоював Гран-прі Міжнародного конкурсу оперних співаків у Мілані. У січні 2009 році виступив на концерті у Великому залі Московської консерваторії, присвяченому ювілею Володимира Мініна. У цьому ж році дав сольні концерти в Баку та Римі. В 2012 році став переможцем на VI Міжнародному конкурсі вокалістів імені Бюльбюля у Баку.
У 2010 році дебютував на сцені московського Большого театру в опері «Тоска» Дж. Пуччіні.
У 2013 році відбувся дебют Ейвазова в ролі Отелло на Міжнародному фестивалі оперного мистецтва, присвяченому 200-річчю Дж. Верді, в Равенні на сцені театру Данте Аліг'єрі. У 2014 році в Римському оперному театрі Ейвазов і Ганна Нетребко виконали головні ролі на прем'єрі опери «Манон Леско» Дж. Пуччіні, на роль Де Гріє Юсіфа запросив Ріккардо Муті.
У 2015 році відбувся його північноамериканський дебют у Лос-Анджелесі в опері «Паяци» під керівництвом Пласідо Домінго.Того ж року Юсіф дебютував на сцені Метрополітен-опера в опері «Турандот».

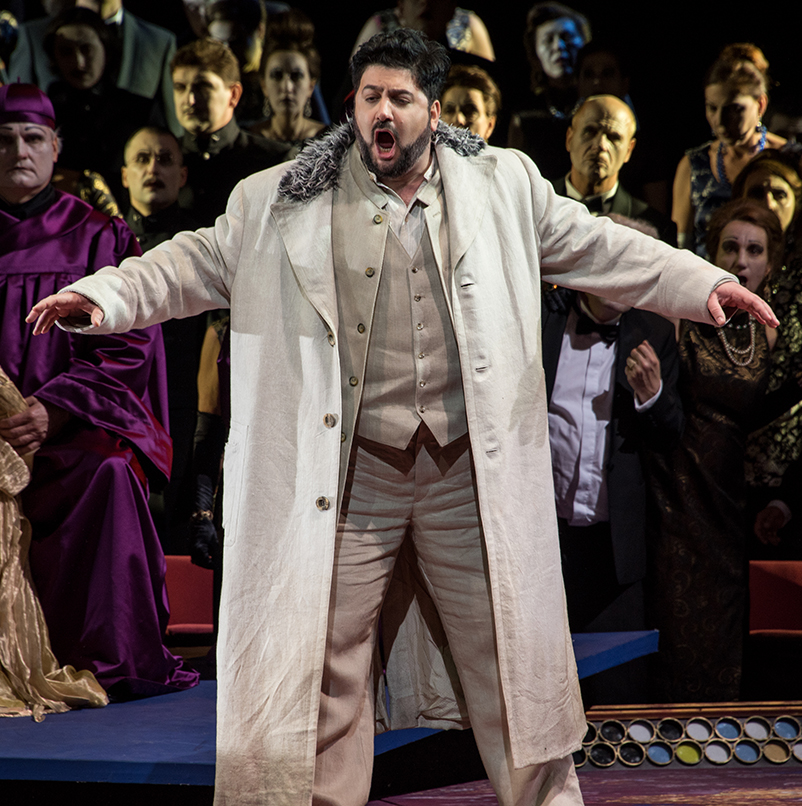
Юсіф Ейвазов у ролі Калафа в опері « Турандот». Віденська державна опера. Квітень 2016.

У 2016 році серія дебютів продовжилася в Паризькій національній опері (29 лютого Ейвазов вперше заспівав партію Манріко в опері «Трубадур») і у Віденській державній опері (28 квітня, партія Калафа в опері «Турандот»). 31 травня відбувся дебют Ейвазова в Маріїнському театрі, в Берлінській державній опері у липні, а також на Зальцбурзькому фестивалі.
Осінь 2017 року Нетребко і Ейвазов провели в турі країнами Азії та Австралії.
1 вересня 2017 року вийшов спільний з Нетребко диск «Романца», що складається з арій і дуетів любовної тематики, написаних для Нетребко і Ейвазова композитором Ігорем Крутим.
7 грудня Ейвазов відкрив сезон в Ла Скала, виконавши партію Андре Шеньє в однойменній опері Умберто Джордано.
Юсіф Ейвазов неодноразово виступає з концертними програмами з міланським Симфонічним оркестром (відомий як LaVerdi), де найбільше воліє виконувати знамениті арії і дуети з італійських опер.
У квітні 2018 року Ейвазов і Нетребко "за унікальний творчий дует" у виставі Большого театру "Манон Леско" були удостоєні театральної премії «Золота маска». У травні цього ж року за великі заслуги в розвитку музичної культури Азербайджану Юсіф Ейвазов був удостоєний звання «Народний артист Азербайджану».
У січні 2020 року Ейвазов опинився в центрі скандалу після того, як ряд ЗМІ повідомили, що при складанні програми щорічного Оперного балу в Дрезденській Опері Земпера він домігся виключення зі складу учасників співачки з Вірменії Рузан Манташян. Художній керівник балу спростував ці повідомлення, заявивши, що контракт з Манташян не був підписаний. Продюсерське агентство Massis, що представляє інтереси Манташян, наполягає на тому, що її участь в Оперному Балі було повністю узгоджено, а потім скасовано під тиском Ейвазова. Сам Ейвазов категорично відкинув ці звинувачення, заявивши, що не змішує оперу і політику. За словами агента Ейвазова, спочатку йшлося лише про один номер за участю Ейвазова, дуету ж з Манташян не передбачалося. У співака, за словами його агента, немає ніяких упереджень проти співачки особисто і вірменських виконавців взагалі.
24 жовтня 2020 року Ейвазов виступив на сцені Большого театру разом з Пласідо Домінго, виконавши разом з ним дует Дона Альваро і дона Карлоса з опери Джузеппе Верді «Сила долі».
У 2021 році брав участь у шоу «Маска» на каналі НТВ в образі лами і посів друге місце.

## Особисте життя
Із 29 грудня 2015 року одружений з російською та австрійською оперною співачкою Ганною Нетребко. Зі співачкою познайомився в лютому 2014 року в Римі на репетиції, заручини відбулися влітку того самого року у Зальцбурзі. Мешкають разом у Відні.

## Нагороди та звання
- Переможець Гран прі Міжнародного конкурсу оперних співаків (Мілан, 2008 рік)[32].
- Нагороджений Почесною медаллю імені Джанандреа Гаваццені[8].
- Переможець VI Міжнародного конкурсу вокалістів імені Бюльбюля (Баку, 2012 рік).
- Заслужений артист Азербайджану (9 березня 2017 року) — За заслуги в розвитку Азербайджанського театру[4].
- Лауреат спеціальної премії журі «Золота маска — 2018» — "за унікальний творчий дует у виставі Большого театру «Манон Леско»[33].
- Народний артист Азербайджану (21 травня 2018 року) — за великі заслуги в розвитку азербайджанської культури[5].
- Лауреат премії «Grand Prix De La Culture» (Відень, 2020 рік)[34].

## Примітка
1. ↑  Чеська національна авторитетна база даних
2. ↑  Deutsche Welle — 2015.
3. ↑  https://oxu.az/medeniyyet/azerbaycanin-xalq-artisti-heyat-yoldasindan-ayrildi
4. 1 2  Распоряжение Президента Азербайджанской Республики о присвоении почетных званий театральным деятелям Азербайджанской Республики
5. 1 2  Распоряжение Президента Азербайджанской Республики o присвоении Ю. В. Эйвазову почетного звания «Народный артист»
6. ↑  Партия жениха (рос.). Российская газета. 15 грудня 2014. Процитовано 29 грудня 2015.
7. ↑  Юсиф Эйвазов (рос.). ВокругТВ. 15 жовтня 2015. Процитовано 29 грудня 2015.
8. 1 2  Отелло Юсифа Эйвазова покорил Равенну (рос.). Trend. 29 листопада 2013. Процитовано 29 грудня 2015.
9. ↑  Интервью с Юсифом Эйвазовым. Vinegret.az.
10. 1 2  Анна Нетребко и Юсиф Эйвазов репетируют премьеру оперы "Манон Леско" в Риме (рос.). Trend. 14 лютого 2014. Процитовано 29 грудня 2015.
11. ↑  Vyanada yaşayan məşhur opera müğənnisindən prezidentə məktub. Modern.az (азерб.).
12. ↑  Корябин И. Что в теноре тебе моем?.. Большой театр. «Тоска». Юсиф Эйвазов // operanews.ru. 27 февраля 2011.
13. ↑  Azərbaycanlı tenor Yusif Eyvazov “Don Karlos” operasında baş rolda çıxış edəcək. Medeniyyet.gov.az (азерб.).
14. ↑  Анна Нетребко, Юсиф Эйвазов и Эльчин Азизов выступят в Центре Гейдара Алиева
15. 1 2  Биография на сайте belcanto.ru
16. ↑  Юсиф Эйвазов о браке с Анной Нетребко: «Мы слишком темпераментные»
17. ↑  Анна Нетребко: горжусь тем, что помогла Донбасс-Опере
18. ↑  Нетребко, Эйвазов и Крутой выпускают кроссовер-альбом
19. ↑  Триумф Анны Нетребко и Юсифа Эйвазова на сцене Ла Скала
20. ↑  Анна Нетребко и Юсиф Эйвазов удостоены российской премии "Золотая маска"
21. ↑  Президент Алиев наградил Юсифа Эйвазова и Анну Нетребко
22. ↑  Y.V.Eyvazova “Xalq artisti” fəxri adının verilməsi haqqında sərəncam
23. ↑  Муж Нетребко отказался выступать на одной сцене с армянской певицей // Лента.ру, 14.01.2020.
24. ↑  Дрезденский бал опровергает наличие межнационального конфликта // Deutsche Welle, 14.01.2020.
25. ↑  Агентство, работающее с Рузан Манташян: Эйвазов не хотел выступать с ней // News.am, 14.01.2020.
26. ↑  Netrebko-Ehemann soll Auftritt mit armenischer Sängerin verweigern[недоступне посилання] // SWR2, 14.01.2020.
27. ↑  Не спелись. Правда ли, что азербайджанский певец отказался выступать с армянкой? // BBC, 15.01.2020.
28. ↑  Не дождетесь: Юсиф Эйвазов выступил на сцене Большого театра с Пласидо Доминго
29. ↑  Анна Нетребко вышла замуж за Юсифа Эйвазова (рос.). Elle. 29 грудня 2015. Архів оригіналу за 3 січня 2016. Процитовано 29 грудня 2015. [Архівовано 2016-01-03 у Wayback Machine.]
30. ↑  Нетребко рассказала, чем её жених лучше экс-супруга (рос.). Woman. 31 грудня 2014. Процитовано 29 грудня 2015.
31. ↑  Юсиф Эйвазов рассказал о знакомстве своей невесты Анны Нетребко с его родными (рос.). 1news.az. Процитовано 22 січня 2020.
32. ↑  Юсиф Эйвазов / Народный артист Азербайджана. Bolshoi.ru. Процитовано 25 січня 2020.
33. ↑  Лауреаты 2018. Goldenmask.ru. Архів оригіналу за 24 січня 2020. Процитовано 25 січня 2020.
34. ↑  Народный артист Азербайджана удостоен престижной премии в Вене. Trend.az. Процитовано 3 березня 2020.